# À cheval !
Pour plus de détails, voir Fiche technique et Distribution.
À cheval ! (en version originale Get a Horse!) est un court-métrage d'animation américain des studios Disney réalisé par Lauren MacMullan en 2013, à partir d'images et de sons d'archives de Mickey Mouse dessinés et enregistrés par Walt Disney. Le film mélange animation traditionnelle en noir et blanc et images de synthèse en trois dimensions. Il est annoncé le 23 avril 2013, sur internet  puis il est diffusé pour la première fois le 11 juin 2013 au Festival international du film d'animation d'Annecy. Il sort ensuite en première partie du long-métrage La Reine des neiges, le 27 novembre 2013.

## Synopsis
Mickey, Minnie et leurs amis Horace et Clarabelle font une plaisante promenade musicale en calèche lorsque Pat Hibulaire s'invite à la fête et tente de les sortir de la route.

## Fiche technique
- Titre : À cheval !
- Titre original : Get a Horse!
- Réalisation : Lauren MacMullan
- Scénario : Lauren MacMullan, Paul Briggs, Nancy Kruse et Raymond S. Persi
- Musique : Mark Watters
- Montage : Julie Rogers
- Producteur : John Lasseter, Michele Mazzano et Dorothy McKim
- Animation : Eric Goldberg et Adam Green (chefs de l’animation)
- Storyboard : Andrea Blasich, Paul Briggs, Nancy Kruse et Raymond S. Persi
- Production : Walt Disney Pictures et Walt Disney Animation Studios
- Durée : 7 min
- Dates de sortie[3] :
  - États-Unis : 27 novembre 2013
  - France : 11 juin 2013 (au FIFA 2013) et 4 décembre 2013
  - Japon : 14 mars 2014

## Distribution

### Voix originales
- Walt Disney : Mickey Mouse (archives)
- Marcellite Garner et Russi Taylor : Minnie Mouse
- Billy Bletcher et Will Ryan : Pat Hibulaire
- Bob Bergen, Terri Douglas, Jess Harnell, Mona Marshall et Raymond S. Persi : Voix additionnelles

### Voix françaises
- Laurent Pasquier : Mickey Mouse
- Marie-Charlotte Leclaire : Minnie Mouse
- Alain Dorval : Pat Hibulaire

## Distinctions

### Récompenses
- Annie Awards 2014 : Meilleur court métrage d'animation

### Nominations
- Oscars du cinéma 2014 : meilleur court métrage d'animation